# Hugo Jan Bačkovský
Hugo Jan Bačkovský (* 10. října 1999 Praha) je český profesionální fotbalový brankář, který chytá za slovenský klub MFK Ružomberok, ve kterém hostuje ze Slovanu Liberec. Je také bývalým českým mládežnickým reprezentantem.

## Klubová kariéra
Bačkovský je odchovancem pražské Sparty.
V roce 2018 odešel na roční hostování do druholigové Vlašimi. První start v dospělém fotbale si připsal 21. října 2018 v utkání 12. kola proti Varnsdorfu. Od té doby začal chytat pravidelně, pouze několikrát seděl na lavičce náhradníků na úkor Josefa Řeháka. Před sezonou 2019/2020 se vrátil do A-týmu Sparty, po pár týdnech se vrátil na další roční hostování do Vlašimi. V této sezoně odehrál přesně polovinu utkání, v pravidelných intervalech se střídal opět s Řehákem.
V létě 2020 se zapojil do přípravy Sparty. Nakonec zamířil na roční hostování do Bohemians, které po zranění brankářské dvojky hledalo krátkodobou náhradu a pojistku za jedničku Le Gianga. V brance „Klokanů“ debutoval 16. září v druhém kole MOL Cupu proti Slovanu Velvary. Ligový debut odehrál 27. ledna 2021 v dohrávce 14. kola proti Opavě, v utkání udržel čisté konto. V květnu 2021 podepsal novou smlouvu se Spartou, která současně oznámila, že Bačkovský bude v Bohemians působit další tři roky na hostování.